# Shangombo
Shangombo  este un oraș în Provinciei de Vest din Zambia. Localitatea, cea mai izolată din țară, este situată în lunca râului Cuando, la granița cu Angola.